# Joseph Estrada
Joseph Ejercito Estrada (født 19. april 1937) var præsident af Filippinerne i 1998-2001.

## Liv
José Marcelo Ejército blev født til en fattig familie i Manila. Under navnet "Joseph Estrada" blev han en kendt filmskuespiller.
Estrada var vicepræsident i 1992-98, og blev valgt præsident i 1998.
Han blev anklaget for korruption og afsat i 2001. Vicepræsident Gloria Macapagal-Arroyo blev udråbt præsident. Estrada blev arresteret i april 2001 og erklæret skyldig i 2007. Præsident Macagapal-Arroyo benåde ham kort derefter.
1. ↑  Navnet er anført på engelsk og stammer fra Wikidata hvor navnet endnu ikke findes på dansk.
2. ↑  Navnet er anført på engelsk og stammer fra Wikidata hvor navnet endnu ikke findes på dansk.